# Téliszalámi

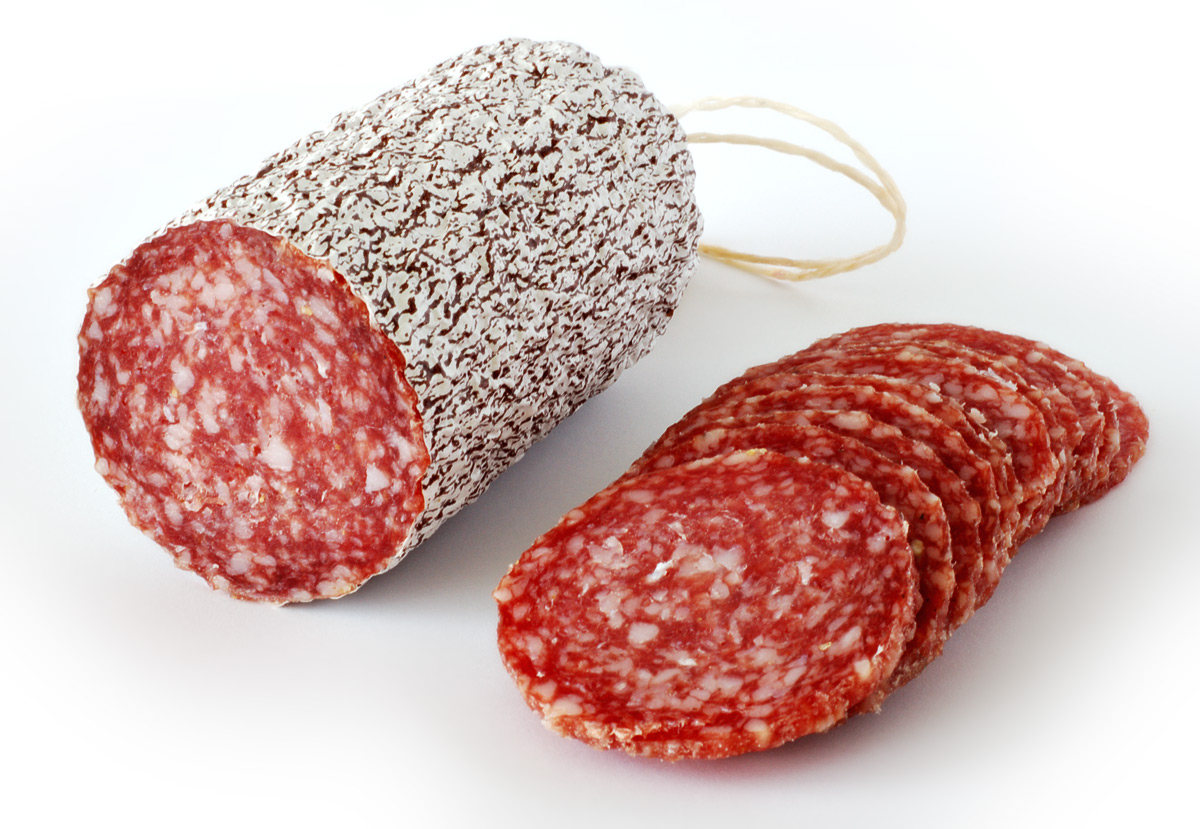
Téliszalámi.

El téliszalámi (en húngaro ‘salami de invierno’) es un tipo de salami húngaro basado en una tradición antigua. Se hace de cerdo mangalica y especias: pimienta blanca, pimienta de Jamaica y otras. El téliszalámi se cura al aire frío y se ahúma lentamente. Durante el proceso de curación se forma un moho noble especial en la superficie de la tripa.
La Unión Europea otorgó en 2007 el estatus de D.O. al Szegedi téliszalámi (‘salami de invierno de Szeged’). El Ministerio de Agricultura y Desarrollo Rural de Hungría dicta muchas normas específicas sobre lo que puede denominarse Szegedi téliszalámi.